# Estadio Olímpico Yves-du-Manoir
El Estadio Olímpico Yves-du-Manoir (en francés, Stade Olympique Yves-du-Manoir) es un estadio multifuncional situado en la ciudad de Colombes, cercana a París, en la región de la Isla de Francia en Francia. 
Fue la sede principal de los Juegos Olímpicos de París 1924, escenificando las ceremonias de inauguración y clausura, las pruebas atléticas, el Torneo olímpico de fútbol (incluyendo la final) y otras competiciones.
Posteriormente fue uno de los estadios de la Copa mundial de fútbol de Francia 1938. Recibió cuatro partidos, incluida la final, en la que se coronó campeón Italia por segunda vez al vencer 4-2 a Hungría. 
Fue el primer estadio en haber albergado los dos eventos deportivos más importantes del mundo: los Juegos Olímpicos y la Copa Mundial de Fútbol. En ambas ocasiones fue como escenario principal, en la ceremonia de inauguración de la justa veraniega y de la final del certamen futbolístico, un hito que habría de compartir eventualmente con seis inmuebles más.
Con vistas a la celebración de las pruebas de hockey sobre hierba en los Juegos Olímpicos de París 2024, se adopta un proyecto de renovación del estadio. A más largo plazo, este proyecto supondrá la reubicación de la Federación Francesa de Hockey sobre césped y de su centro nacional de formación en la Isla de Francia y de las autoridades departamentales, así como del club de hockey sobre hierba del Racing Club de France.

## Historia
El sitio donde está emplazado el estadio de Colombes está dedicado al deporte desde 1883. Esto es porque a esa fecha existía en dicho lugar un hipódromo perteneciente a la "Société des Courses de Colombes". En 1907, el hipódromo fue comprado por el periódico parisiense "Le Matin" ("La Mañana") por lo que se transforma en estadio y acoge competiciones de atletismo, rugby y fútbol a partir de 1907, con lo que se rebautiza al nuevo recinto deportivo como "Stade du Matin" ("Estadio de la Mañana").
En 1921, cuando el COI designa la organización de los Juegos Olímpicos 1924 a la "Ciudad Luz", París decide construir un gran estadio para acoger las pruebas de atletismo y de fútbol. Se presentan algunos proyectos pero ninguno satisfacía los requerimientos del evento, tanto es así que a trece meses de los juegos, París aún no tenía su estadio. El Comité Olímpico Internacional comienza a amenazar con retirar la organización de los JJ. OO. a París en favor de Los Ángeles. 
Ante la urgencia, el Estado francés encarga al Racing Club de Francia, que anteriormente había proporcionado sus instalaciones para los Juegos Olímpicos de 1900 y que en esa época pensaba en modernizar sus instalaciones, la construcción con subvenciones fiscales de un estadio que sería a la postre el Estadio Olímpico. Los dirigentes del RC París establecen el futuro Estadio Olímpico en Colombes en el lugar donde se encontraba el "Stade du Matin". El inmueble tenía una capacidad original de 45,000 espectadores y se inauguró el 4 de mayo de 1924 con un partido internacional de rugby entre Francia y Rumanía (victoria por 59-3). Después su capacidad fue ampliada a 60 000 espectadores.
En abril de 1928, el estadio cambia de nombre a Stade Olympique Yves du Manoir en homenaje a quien fuera aviador, atleta y seleccionador francés de rugby, miembro del Racing Club de Francia muerto en un accidente de aviación el 2 de febrero de 1928 a la edad de 23 años. 
Allí jugaron las selecciones francesas de fútbol y rugby hasta 1972, cuando se reinauguró el Parque de los Príncipes.
Debido a la obtención de la medalla de oro en fútbol por parte de Uruguay en 1924, el Estadio Centenario nombró a una de sus tribunas con el nombre de Colombes.

## Partidos delMundial 1938
| 5 de junio de 1938 | Francia                      | 3:1 (2:1) | Bélgica        | Olympique de Colombes, París                                       |                                                                    |
|                    | Veinante 1' Nicolas 12', 69' |           | Isemborghs 20' | Asistencia: 30.000 espectadores Árbitro(s): Hans Wuethrich (Suiza) | Asistencia: 30.000 espectadores Árbitro(s): Hans Wuethrich (Suiza) |

### Cuartos de final
| 12 de junio de 1938 | Italia                      | 3:1 (1:1) | Francia       | Olympique de Colombes, París                                     |                                                                  |
|                     | Colaussi 9' · Piola 51' 72' |           | Heisserer 10' | Asistencia: 59.000 espectadores Árbitro(s): Luis Baert (Bélgica) | Asistencia: 59.000 espectadores Árbitro(s): Luis Baert (Bélgica) |

### Final
| 19 de junio de 1938 | Italia                          | 4:2 (3:1) | Hungría                | Olympique de Colombes, París                                            |                                                                         |
|                     | Colaussi 6' 35' · Piola 15' 80' |           | Titkos 8' · Sarosi 70' | Asistencia: 45.000 espectadores Árbitro(s): George Capdeville (Francia) | Asistencia: 45.000 espectadores Árbitro(s): George Capdeville (Francia) |

## PartidosEurocopa 1960
| 13 de diciembre de 1959, 14:30 | Francia                                | 5:2 (3:1) | Austria               | Stade Olympique Yves-du-Manoir, Colombes                                  |                                                                           |
|                                | Fontaine 6', 18', 82' Vincent 35', 70' |           | Horak 25' Pichler 65' | Asistencia: 43.775 espectadores Árbitro(s): Manuel Martín Asensi (España) | Asistencia: 43.775 espectadores Árbitro(s): Manuel Martín Asensi (España) |

## PartidosEurocopa 1964
| 25 de abril de 1964, 15:00 | Francia    | 1:3 (0:2) | Hungría                   | Stade Olympique Yves-du-Manoir, Colombes                          |                                                                   |
|                            | Cossou 73' |           | Albert 15' Tichy 16', 70' | Asistencia: 35.274 espectadores Árbitro(s): Cesare Jonni (Italia) | Asistencia: 35.274 espectadores Árbitro(s): Cesare Jonni (Italia) |